# Osuga (stacja kolejowa)
Osuga (ros. Осуга) – stacja kolejowa w miejscowości Osuga, w rejonie rżewskim, w obwodzie twerskim, w Rosji. Położona jest na linii Lichosławl – Rżew – Wiaźma. Jest to ostatnia stacja na linii zarządzana przez Kolej Październikową.

## Historia
Stacja powstała w czasach carskich na linii kolei rżewsko-wiaziemskiej, pomiędzy przystankiem 4 wier. i stacją Syczewka.